# Castell d'Escarlà
El  Castell d'Escarlà era el castell medieval, d'època romànica, del poble d'Escarlà, pertanyent al terme municipal de Tremp, dins de l'antic terme de Sapeira. Les seves restes estan situades a ponent de la roca que allotja l'església parroquial de Sant Joan d'Escarlà.
No es degué tractar mai d'un gran castell; més aviat caldria pensar en una torre o castellet d'avançada del castell d'Espills, on tenia la seu el senyor d'aquestes valls.
En queden alguns vestigis, només.